# Алкасор
Алкасор (каз. Алқасор — «круглый солончак») — солёное озеро в Жамбылском районе Северо-Казахстанской области Казахстана. Находится в 9 км к западу от села Благовещенка.
По данным топографической съёмки 1940-х годов, площадь поверхности озера составляет 1,63 км². Наибольшая длина озера — 2,1 км, наибольшая ширина — 1,3 км. Длина береговой линии составляет 5,2 км, развитие береговой линии — 1,14. Озеро расположено на высоте 149,4 м над уровнем моря.